# Miss Corse
 (août 2014).
Si vous disposez d'ouvrages ou d'articles de référence ou si vous connaissez des sites web de qualité traitant du thème abordé ici, merci de compléter l'article en donnant les références utiles à sa vérifiabilité et en les liant à la section « Notes et références ».
Miss Corse est un concours de beauté annuel concernant les jeunes femmes de Corse. Il est qualificatif pour l'élection de Miss France.
Une Miss Corse a été couronnée Miss France : Pauline Pô, Miss Corse 1920 et Miss France 1921.

## Synthèse des résultats
Note : Toutes les données ne sont pas encore connues
- Miss France: Pauline Pô (1920)
- 1re dauphine: Laetitia Paganelli (1963); Marie-Ange Contart Caitucoli (1992); Stéphanie Faby (2000); Eva Colas (2017)
- 2e dauphine: Stella Vangioni (2024)
- 3e dauphine: Lydie Morochi (1972); Marie-Christine Mattei (1984)
- 5e dauphine: Karine Colonna (1999)
- Top 12/Top 15: Corinne Ferrandiz (1988); Marie-Pierre Raffaelli (1991); Christelle Godani (1993); Sabrina Chabrier (2002); Jade Morel (2010); Noémie Leca (2020); Emma Renucci (2021); Sandra Bak (2023);

## Les Miss
Note : Toutes les données ne sont pas encore connues
| Année | Nom                          | Âge    | Taille | Résidence         | Classement Local/Régional | Classement Miss France                                                              | Autres                                                                                           |
| ----- | ---------------------------- | ------ | ------ | ----------------- | --- | ----------------------------------------------------------------------------------- | ------------------------------------------------------------------------------------------------ |
| 1920  | Pauline Pô                   |        |        | Ajaccio           | | Miss France 1921                                                                    | Reine de Beauté des Provinces de France 1921                                                     |
| 1927  | Colette Nicolini             |        |        |                   | |                                                                                     |                                                                                                  |
| 1931  | Rolande Risterucci           |        |        |                   | |                                                                                     | Reine des Reines de Paris 1930                                                                   |
| 1932  | Léo Lenzi                    |        |        |                   | |                                                                                     |                                                                                                  |
| 1934  | Suzanne Versini              |        |        |                   | |                                                                                     |                                                                                                  |
| 1935  | Caroline de Peretti          |        |        |                   | |                                                                                     |                                                                                                  |
| 1936  | Marie Ronchi                 |        |        |                   | |                                                                                     |                                                                                                  |
| 1939  | Micheline Landini            |        |        |                   | |                                                                                     |                                                                                                  |
| 1948  | Yvonne Muracciole            |        |        |                   | |                                                                                     |                                                                                                  |
| 1950  | Antoinette D'Arco            |        |        | Bonifacio         | |                                                                                     |                                                                                                  |
| 1953  | Béatrice Renucci             |        |        |                   | |                                                                                     |                                                                                                  |
| 1956  | Nicole Poli                  |        |        |                   | |                                                                                     |                                                                                                  |
| 1957  | Evelyne Paccini              |        |        |                   | |                                                                                     |                                                                                                  |
| 1959  | Marcelle Fatticci            | 16ans  | 1m72   |                   | |                                                                                     | Reine des Corses du Var 1959                                                                     |
| 1961  | Régine Guelfucci             | 22 ans |        |                   | |                                                                                     | Reine des Corses de Paris 1962                                                                   |
| 1962  | Marie-José Ottomani          | 21 ans |        |                   | |                                                                                     | Reine des Corses de Paris 1963                                                                   |
| 1963  | Laetitia Paganelli           |        |        |                   | | 1re dauphine de Miss France 1964                                                    |                                                                                                  |
| 1963  | Gisèle Lanfranchi            |        |        |                   | |                                                                                     | Reine des Corses de Paris 1964                                                                   |
| 1965  | Marie-Paule Antoni           |        |        | Salice            | |                                                                                     | Reine des Corses de Paris 1965                                                                   |
| 1971  | Maryse Lanfranchi            |        |        |                   | |                                                                                     | Tante de Alixia Cauro, Miss Corse 2019                                                           |
| 1972  | Lydie Morochi                | 17 ans |        | Ajaccio           | | 3e dauphine de Miss France 1973                                                     |                                                                                                  |
| 1979  | Claire Galli                 |        |        |                   | |                                                                                     |                                                                                                  |
| 1984  | Marie-Christine Mattei       |        |        |                   | | 3e dauphine de Miss France 1985                                                     |                                                                                                  |
| 1988  | Corinne Ferrandiz            |        |        |                   | | Figure parmi les 12 demi-finalistes à l'élection de Miss France 1989                |                                                                                                  |
| 1989  | Marie-Françoise Pantalacci   |        |        |                   | |                                                                                     |                                                                                                  |
| 1990  | Géraldine Laurent            |        |        |                   | |                                                                                     |                                                                                                  |
| 1991  | Marie-Pierre Raffaelli       |        |        |                   | | Figure parmi les 12 demi-finalistes à l'élection de Miss France 1992                |                                                                                                  |
| 1992  | Marie-Ange Contart Caitucoli | 17 ans |        |                   | | 1re dauphine de Miss France 1993                                                    | Représentante de la France à Miss International 1993                                             |
| 1993  | Christelle Godani            |        |        |                   | | Figure parmi les 12 demi-finalistes à l'élection de Miss France 1994                |                                                                                                  |
| 1994  | Vanessa Gilormini            |        |        | Patrimonio        | |                                                                                     |                                                                                                  |
| 1995  | Karine Caparelli             |        |        | Ajaccio           | |                                                                                     |                                                                                                  |
| 1996  | Delphine Cheuva              |        |        |                   | |                                                                                     | Remplace Alice Taglioni, qui refuse de participer à l'élection de Miss France 1997               |
| 1997  | Aurélie Fournier             | 21 ans | 1,70 m | Porto-Vecchio     | |                                                                                     |                                                                                                  |
| 1998  | Dany Casella                 | 21 ans | 1,72 m | Grosseto-Prugna   | Miss Porticcio Miss Corse du Sud |                                                                                     | Prix Louis de Fontenay à l'élection de Miss France 1999                                          |
| 1999  | Karine Colonna               | 18 ans | 1,77 m | Castirla          | | 5e dauphine de Miss France 2000                                                     |                                                                                                  |
| 2000  | Stéphanie Faby               |        |        | Porto-Vecchio     | | 1re dauphine de Miss France 2001                                                    |                                                                                                  |
| 2001  | Jessica Mathieu              |        |        | Bastia            | |                                                                                     |                                                                                                  |
| 2002  | Sabrina Chabrier             |        |        | Sarrola-Carcopino | | Figure parmi les 12 demi-finalistes à l'élection de Miss France 2003                |                                                                                                  |
| 2003  | Savéria Poli                 | 20 ans | 1,73 m | Eccica-Suarella   | |                                                                                     |                                                                                                  |
| 2004  | Claudia Massel               |        |        |                   | |                                                                                     | Elle est la cousine de Miss Corse 2022, Orianne Meloni.                                          |
| 2005  | Jessica Arrighi              | 19 ans | 1,73 m | L'Île-Rousse      | |                                                                                     |                                                                                                  |
| 2006  | Audrey Pillot                | 18 ans | 1,77 m | Carbuccia         | |                                                                                     | A participé à l'émission Top Model 2005 sur M6                                                   |
| 2007  | Vanessa Mangavel             | 21 ans | 1,80 m | Ajaccio           | Miss Grossa 2007 ; Miss Corse du Sud 2007 |                                                                                     |                                                                                                  |
| 2008  | Maria Santa Lucchinacci      | 24 ans | 1,78 m | Ajaccio           | Miss Ajaccio 2008 |                                                                                     | Prix de la photogénie à l'élection de Miss France 2009                                           |
| 2009  | Céline Nicolaï               | 21 ans | 1,77 m | Ajaccio           | Miss Venaco 2009 |                                                                                     |                                                                                                  |
| 2010  | Jade Morel                   | 23 ans | 1,76 m | Castineta         | 2e dauphine de Miss Bastia 2010 | Figure parmi les 12 finalistes à l'élection de Miss France 2011 et termine 10e      |                                                                                                  |
| 2011  | Camille Mallea               | 20 ans | 1,72 m | Bastelica         | Miss Bastelica 2011 |                                                                                     |                                                                                                  |
| 2012  | Louise Robert                | 22 ans | 1,80 m | Ajaccio           | Miss Vico 2008 ; Miss Extrême-Sud 2012 |                                                                                     |                                                                                                  |
| 2013  | Cécilia Napoli               | 19 ans | 1,71 m | Bastia            | Miss Arone 2013 |                                                                                     |                                                                                                  |
| 2014  | Dorine Rossi                 | 20 ans | 1,83 m | Porto-Vecchio     | 2e dauphine de Miss Porto Vecchio 2013 ; Miss Porto Vecchio 2014 |                                                                                     |                                                                                                  |
| 2015  | Jessica Garcia               | 21 ans | 1,70 m | Furiani           | Miss Oriente 2013 ; 4e dauphine de Miss Corse 2013 ; Miss Bastia 2014 ; 1re dauphine de Miss Corse 2014 ; Miss Deux-Sorru 2015 ; 1re dauphine de Miss Centre Corse 2015 ; 2e dauphine de Miss Haute-Corse 2015 |                                                                                     |                                                                                                  |
| 2016  | Laetitia Duclos              | 19 ans | 1,70 m | Porticcio         | 1re dauphine de Miss Porticcio 2014 ; Miss Porticcio 2015 ; 1re dauphine de Miss Corse 2015 ; Miss Ajaccio 2016                                                                                                |                                                                                     |                                                                                                  |
| 2017  | Eva Colas                    | 21 ans | 1,70 m | Bastia            | 2e dauphine Miss Ajaccio 2017 ; 1re dauphine Miss Bastia 2017 ; Miss Porticcio 2017 | 1re dauphine de Miss France 2018                                                    | Prix de la Culture générale à Miss France 2018 ; Miss Univers France 2018 pour Miss Univers 2018 |
| 2018  | Manon Jean-Mistral           | 18 ans | 1,74 m | Porto-Vecchio     | 1re dauphine de Miss Porticcio 2018 ; Miss Biguglia 2018 |                                                                                     |                                                                                                  |
| 2019  | Alixia Cauro                 | 20 ans | 1,77 m | Giglio            | Miss Mimosa Mandelieu-la-Napoule 2018 ; 4e dauphine de Miss Côte d'Azur 2018 ; Miss Porticcio 2019 | Prix des Bonnes Manières à Miss France 2020                                         |                                                                                                  |
| 2020  | Noémie Leca                  | 20 ans | 1,75 m | Cargèse           | | Figure parmi les 15 demi-finalistes à l'élection de Miss France 2021 et termine 12e |                                                                                                  |
| 2021  | Emma Renucci                 | 19 ans | 1,76 m | Bastia            | | Figure parmi les 15 demi-finalistes à l'élection de Miss France 2022 et termine 14e |                                                                                                  |
| 2022  | Orianne Meloni               | 22 ans | 1,83 m | Ajaccio           | |                                                                                     | Elle est la cousine de Claudia Massel, Miss Corse 2004.                                          |
| 2023  | Sandra Bak                   | 22 ans | 1,71 m | Ajaccio           | 1re dauphine de Miss Corse 2020 | Figure parmi les 15 demi-finalistes à l'élection de Miss France 2024 et termine 14e |                                                                                                  |
| 2024  | Stella Vangioni              | 26 ans | 1,71 m | Bastia            | | 2e dauphine de Miss France 2025                                                     |                                                                                                  |
| 2025  | Manon Mateus                 | 23 ans | 1,71 m | Sartène           | |                                                                                     |                                                                                                  |

## Palmarès par département depuis 2005
- Corse-du-Sud : 2006, 2007, 2008, 2011, 2012, 2014, 2016, 2018, 2019, 2020, 2022, 2023, 2025 (13)
- Haute-Corse : 2005, 2009, 2010, 2013, 2015, 2017, 2021, 2024 (8)

## Palmarès à l’élection Miss France depuis 2000
- Miss France :
- 1re dauphine : 2001, 2018
- 2e dauphine : 2025
- 3e dauphine :
- 4e dauphine :
- 5e dauphine : 2000
- 6e dauphine :
- Top 12 puis 15 : 2003, 2011, 2021, 2022, 2024
- Classement des régions pour les 10 dernières élections (Miss France 2015 à 2024) : 20e sur 30[Note 1].

## A retenir
- Meilleur classement de ces 10 dernières années : Eva Colas, 1re dauphine de Miss France 2018.
- Dernier classement réalisé : Stella Vangioni, 2e dauphine de Miss France 2025.
- Dernière Miss France  : Pauline Pô élue en 1921